# Crossroads (Tracy-Chapman-Album)
Crossroads (englisch für „Kreuzung“) ist das zweite Studioalbum der US-amerikanischen Singer-Songwriterin Tracy Chapman. Es erschien am 29. September 1989 über das Label Elektra und zählt mit mehr als einer Million verkauften Exemplaren zu den meistverkauften Musikalben in Deutschland.

## Produktion
Crossroads wurde von dem US-amerikanischen Musikproduzenten David Kershenbaum zusammen mit Tracy Chapman produziert. Als Autorin der Lieder fungierte Tracy Chapman selbst.

## Covergestaltung
Das Albumcover ist in Schwarz-weiß gehalten und zeigt Tracy Chapman sitzend mit geschlossenen Augen. Die schwarzen Schriftzüge Tracy Chapman und Crossroads befinden sich oben bzw. unten im Bild. Der Hintergrund ist weiß und grau gehalten.

## Titelliste
| #  | Titel                          | Länge |
| -- | ------------------------------ | ----- |
| 1  | Crossroads                     | 4:11  |
| 2  | Bridges                        | 5:27  |
| 3  | Freedom Now                    | 4:05  |
| 4  | Material World                 | 3:05  |
| 5  | Be Careful of My Heart         | 4:41  |
| 6  | Subcity                        | 5:11  |
| 7  | Born to Fight                  | 2:49  |
| 8  | A Hundred Years                | 4:23  |
| 9  | This Time                      | 3:44  |
| 10 | All That You Have Is Your Soul | 5:18  |

## Kommerzieller Erfolg

### Chartplatzierungen und Singles
Crossroads stieg am 16. Oktober 1989 auf Platz drei in die deutschen Albumcharts ein und erreichte drei Wochen später die Chartspitze, an der es sich vier Wochen lang hielt. Insgesamt konnte es sich 38 Wochen in den Top 100 halten, davon 20 Wochen in den Top 10. Im Vereinigten Königreich und in Neuseeland belegte das Album ebenfalls Rang eins. Weitere Top-10-Platzierungen erreichte es unter anderem in der Schweiz, Österreich, Norwegen, Australien, den Niederlanden, Schweden und den Vereinigten Staaten. In den deutschen Jahrescharts 1989 belegte Crossroads Position 58 und 1990 Platz 16.
| ChartsChartplatzierungen       | Höchstplatzierung | Wochen |
| ------------------------------ | ----------------- | ------ |
| Deutschland (GfK)              | 1 (38 Wo.)        | 38     |
| Österreich (Ö3)                | 3 (26 Wo.)        | 26     |
| Schweiz (IFPI)                 | 2 (27 Wo.)        | 27     |
| Vereinigte Staaten (Billboard) | 9 (26 Wo.)        | 26     |
| Vereinigtes Königreich (OCC)   | 1 (16 Wo.)        | 16     |

| ChartsJahrescharts (1989)    | Platzierung |
| ---------------------------- | ----------- |
| Deutschland (GfK)            | 58          |
| Vereinigtes Königreich (OCC) | 44          |

| ChartsJahrescharts (1990)      | Platzierung |
| ------------------------------ | ----------- |
| Deutschland (GfK)              | 16          |
| Österreich (Ö3)                | 27          |
| Schweiz (IFPI)                 | 30          |
| Vereinigte Staaten (Billboard) | 73          |

Als erste Single des Albums wurde am 18. September 1989 der Titelsong Crossroads veröffentlicht, der Platz 38 in Deutschland erreichte und sich 17 Wochen in den Top 100 hielt. Später erschienen noch die Auskopplungen All That You Have Is Your Soul und Subcity, welche die Charts verpassten.

### Auszeichnungen für Musikverkäufe
| Professionelle Bewertungen | Professionelle Bewertungen |
| -------------------------- | -------------------------- |
| Kritiken                   |                            |
| Quelle                     | Bewertung                  |
| allmusic                   | [ 14 ]                     |
| Rolling Stone              | [ 15 ]                     |

Crossroads wurde im Jahr 1996 in Deutschland für mehr als eine Million verkaufte Einheiten mit einer doppelten Platin-Schallplatte ausgezeichnet, womit es zu den meistverkauften Musikalben des Landes gehört. Die weltweiten Verkaufszahlen belaufen sich auf über 3,7 Millionen.
| Land/Region                  | Auszeichnungen für Musikverkäufe (Land/Region, Auszeichnung, Verkäufe) | Verkäufe  |
| ---------------------------- | ---------------------------------------------------------------------- | --------- |
| Argentinien (CAPIF)          | Gold                                                                   | 30.000    |
| Australien (ARIA)            | 2× Platin                                                              | 140.000   |
| Deutschland (BVMI)           | 2× Platin                                                              | 1.000.000 |
| Finnland (IFPI)              | Gold                                                                   | 30.906    |
| Frankreich (SNEP)            | Platin                                                                 | 300.000   |
| Hongkong (IFPI/HKRIA)        | Gold                                                                   | 10.000    |
| Italien (FIMI)               | —                                                                      | 300.000   |
| Kanada (MC)                  | Platin                                                                 | 100.000   |
| Neuseeland (RMNZ)            | 4× Platin                                                              | 80.000    |
| Niederlande (NVPI)           | Gold                                                                   | 50.000    |
| Österreich (IFPI)            | Platin                                                                 | 50.000    |
| Portugal (AFP)               | Gold                                                                   | 20.000    |
| Schweden (IFPI)              | Gold                                                                   | 50.000    |
| Schweiz (IFPI)               | 2× Platin                                                              | 100.000   |
| Spanien (Promusicae)         | 2× Platin                                                              | 200.000   |
| Vereinigte Staaten (RIAA)    | Platin                                                                 | 1.000.000 |
| Vereinigtes Königreich (BPI) | Platin                                                                 | 300.000   |
| Insgesamt                    | 6× Gold · 17× Platin ·                                                 | 3.860.906 |

Hauptartikel: Tracy Chapman/Auszeichnungen für Musikverkäufe